# Xã Imlay, Quận Pennington, South Dakota
Xã Imlay (tiếng Anh: Imlay Township) là một xã thuộc quận Pennington, tiểu bang Nam Dakota, Hoa Kỳ. Năm 2010, dân số của xã này là 7 người.